# Prestelia
Prestelia es un género monotípico de plantas fanerógamas de la familia de las asteráceas. Su única especie, Prestelia eriopus, es originaria de Brasil donde se encuentra en el Cerrado distribuida Minas Gerais.

## Taxonomía
Prestelia eriopus fue descrita por Sch.Bip. ex Sch.Bip. y publicado en Naturf. Ges. Emden 1864: 73. 1864.
Sinonimia
- Chresta eriopus (Sch.Bip. ex Baker) H.Rob.
- Eremanthus eriopus (Sch.Bip.) Sch.Bip. ex Baker
- Eremanthus purpurascens Glaz. ex Oliv.